# Litina
Litina je slitina železa s uhlíkem. Uhlíku obsahuje více než 2,14 % podle binárního diagramu železo-uhlík. Při obsazích uhlíku nižších než 2,14 % se hovoří o ocelích. Má vysokou odolnost vůči tlaku a teplotě a zároveň nízkou pružnost. Litiny, u kterých je uhlík vyloučen ve formě grafitu, jsou tzv. litiny samomazné.
Výrazem litina se označují také výrobky z litého železa, často umělecky zpracované, např. reliéfní desky kamen a krbů, náhrobky, kříže, dekorativní předměty i šperky.

## Historie
Slévání litiny je mladší než slévání bronzu. V Číně se litina vyráběla již od 4. století př. n. l., Evropané začali litinu vyrábět až ve 14. století.[zdroj?]

## Dělení litin
Litiny se rozlišují a dělí podle způsobu vyloučení grafitu (uhlíkových krystalů) ze surového železa. Tvar a velikost grafitu je určující pro vlastnosti litin, určuje jejich křehkost a tvrdost. Rozlišit vyloučení grafitu lze pod mikroskopem.
- tvárná litina – litina s kuličkovým grafitem – je mechanickými vlastnostmi srovnatelná s ocelí;
- šedá litina – litina s lupínkovým grafitem – má vysokou schopnost tlumit rázy a chvění, dobré mazné vlastnosti;
- bílá litina – v podstatě odlité surové železo; uhlík se nevyloučí ve formě grafitu, zůstane vázán na železo ve formě karbidu železa, litina se stává velice tvrdou a křehkou;
- temperovaná litina – litina s vločkovým grafitem – je vytvořena tepelným zpracováním (tzv. temperací); složením je podobná šedé litině, je však o něco tvrdší.
- vermikulární litina - litina s červíkovitým grafitem (rozvětvené zaoblené útvary se zaobleným zakončením)

## Výroba
Litina se vyrábí ze surového železa a litinového i ocelového šrotu s koksem a vápencem. Vyrábí se v kuplovně (také kupolní či kupolové peci), tavicí peci válcovitého tvaru při teplotě okolo 1500 °C. Při pomalém ochlazování vzniká šedá litina, při rychlém ochlazování vzniká bílá litina. Mají však nežádoucí vlastnosti a je nutné je dále zpracovávat:
- Šedá litina bývá modifikována hořčíkem, vzniká litina tvárná. Ta je podstatně pevnější než běžná litina šedá, houževnatější a tvárnější, používá se na výrobu ozubených kol, vložených válců či vložek válců motorů, vačkových a klikových hřídelí.
- Odlitky z bílé litiny jsou příliš tvrdé a těžko obrobitelné. Proto se odlitky dlouhodobě žíhají (až 6 hodin) při 900 °C, čímž povrch změkne a dá se snáze obrábět. Pak je litina označována jako temperovaná.

## Označování
Označování litin stejně jako ocelí podléhá normalizaci, v ČR se užívá česká technická norma ČSN či evropská norma.
Označování dle ČSN

Za písmennou značkou normy ČSN se (po mezeře) uvádí šestimístný číselný třídník: první dvojčíslí (00–99) značí třídu norem a je opět odděleno mezerou.
Litina se dle ČSN značí: 42 xxyy.ab, přičemž:
- 42 – třída norem pro hutnictví
- xx – skupina materiálů:
  - 23 – tvárná litina (litina s kuličkovým grafitem)
  - 24 – šedá litina (litina s lupínkovým grafitem)
  - 25 – temperovaná litina (litina s grafitem tvaru nepravidelných zrn)
- yy – číslo * 10 udává pevnost v tahu, jednotky MPa.
- a (první doplňková číslice) – způsob tepelného zpracování
  - 0 – Tepelně nezpracovaný
  - 1 – Normalizačně žíhaný
  - 2 – Žíhaný (s uvedeným způsobem žíhání)
  - 3 – Žíhaný na měkko
  - 4 – Kalený, kalený a popouštěný při nízkých teplotách
  - 5 – Normalizačně žíhaný a popouštěný
  - 6 – Zušlechtěný na obvyklou dolní pevnost
  - 7 – Zušlechtěný na obvyklou střední pevnost
  - 8 – Zušlechtěný na obvyklou horní pevnost
  - 9 – Ostatní stavy, které nelze označit číslicí 0–8
- b (druhá doplňková číslice) – způsob odlévání odlitku

Označování dle EN

Označování litin s přihlédnutím k mechanickým vlastnostem.
Značí se: EN-GJxy-xxx-z
- GJ = G značí materiál na odlitky, J vyjadřuje litinu
- x = tvar grafitu:
  - L – lupínkový
  - S – kuličkový
  - M – temperovaný uhlík
  - V – vermikulární
  - N – litiny bez grafitu, ledeburitické
  - Y – zvláštní struktura
- y = pouze v případě, že je nutné označit litiny podle mikrostruktury nebo makrostruktury:
  - A – austenit
  - F – ferit
  - P – perlit
  - M – martenzit
  - L – ledeburit
  - Q – kaleno
  - T – kaleno a popuštěno
  - B – temperované s černým lomem
  - W – temperované s bílým lomem
- xxx = mechanické vlastnosti nebo chemické složení
  - nejčastěji se uvádí mez pevnosti v tahu (Rm) (viz tahová zkouška)
- z = tažnost v procentech (%) (viz tahová zkouška)

Například EN GJS-1000-5 značí litinu s kuličkovým grafitem (tvárná litina) s mezí pevnosti v tahu (Rm) 1000 MPa a tažností (A) 5 %.

Poznámka k sazbě označení a čísla normy: označení (ČSN, EN, ISO ...) spolu s číslicemi a dalšími znaky tvoří jediný výraz, jediný nerozdělitelný celek. Kromě písmen (verzálek) a číslic jsou součástí výrazu mezery, příp. spojovníky, příp. tečka či dvojtečka. Před spojovníkem, tečkou, dvojtečkou ani za spojovníkem, tečkou a dvojtečkou nikdy není mezera.